# Kirkuk

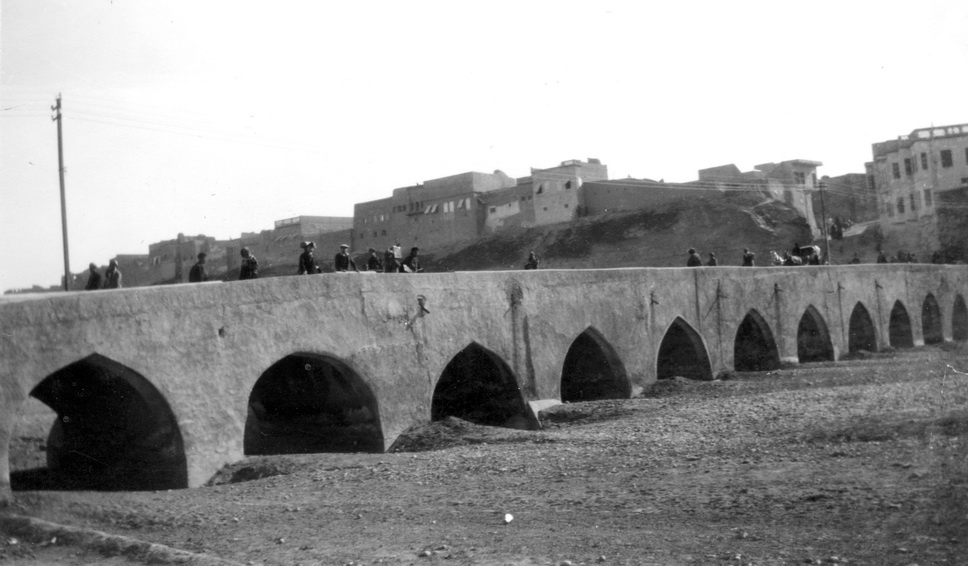

Kirkuk (en árabe: كركوك‎, en kurdo: که‌رکووک, en turco: Kerkük) es una ciudad iraquí, capital de la gobernación de Kirkuk (antigua At Ta'mim). Se encuentra en una zona amplia con una gran diversidad de poblaciones y ha sido plurilingüe durante siglos. Se han experimentado cambios dramáticos durante su urbanización en el siglo XX, que vio el desarrollo de grupos étnicos distintos.

## Historia

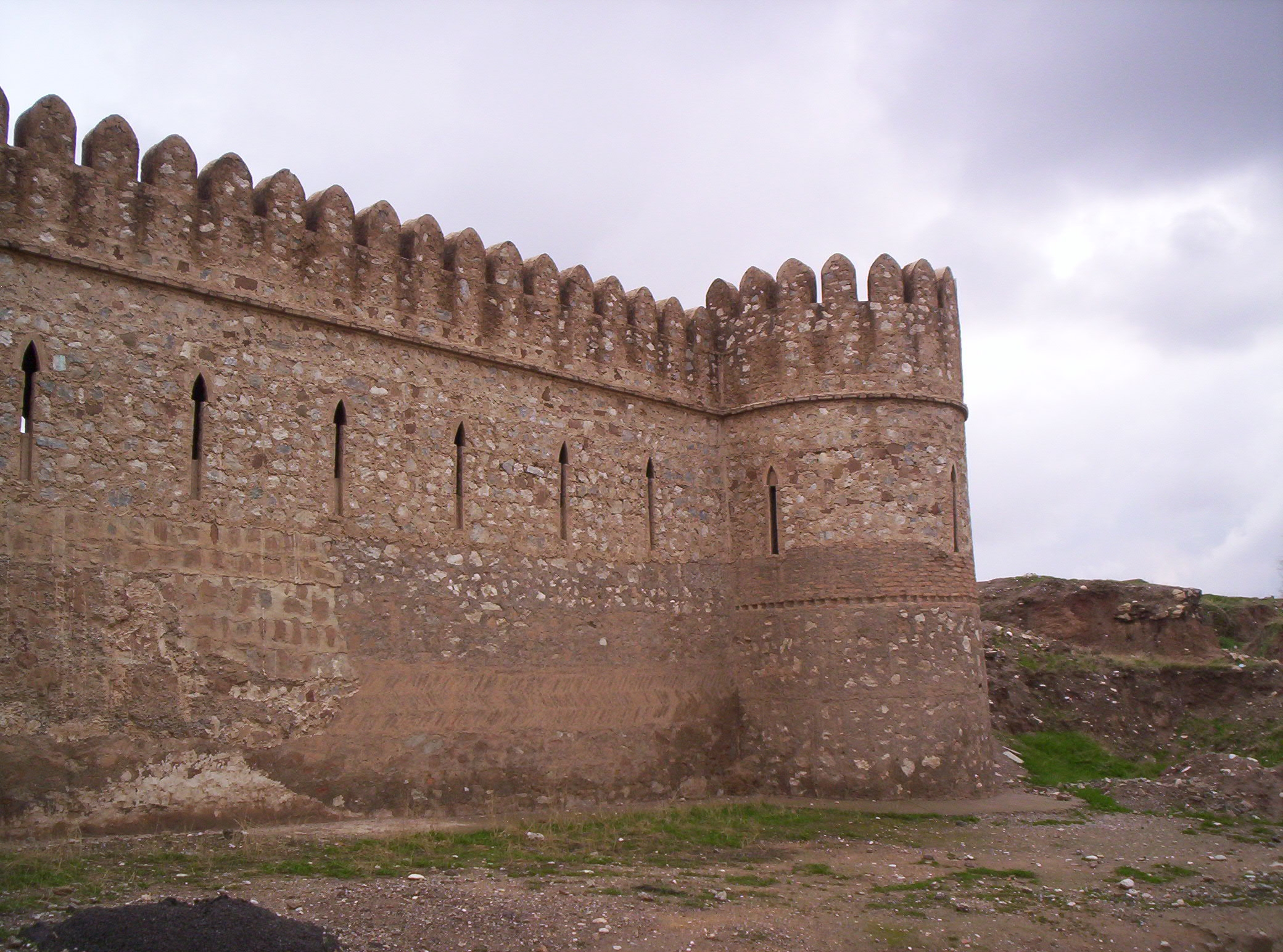
Ciudadela de Kirkuk

La ciudad se construyó sobre las ruinas de la Ciudadela de Kirkuk, lugar de asentamiento de la vieja ciudad de Arrapḫa en el tercer milenio a. C., poblado y nombrado por la tribu Guti, la cual se asentó cerca del río Khasa. 
Se menciona a la ciudad durante el periodo sumerio-acadio del Imperio babilónico, en escritura cuneiforme, desde aproximadamente el 2400 a. C., antes de incorporarse al Primer Imperio Asirio, desde el siglo XX a. C. hasta el siglo XVIII a. C.. Más tarde, los hurritas la conquistaron pero por el siglo XV a. C., la ciudad se incorporó en el efímero Imperio mitani. El Imperio Medio asirio (1365-1020 a. C.) acabó con los mitani a mediados del siglo XIV a. C. y Arrapḫa se incorporó al imperio asirio. En los siglos XI a. C. y X a. C. se convirtió en una ciudad importante de Asiria, hasta la caída del Imperio neo-asirio (911-605 a. C.).
Durante un breve periodo de tiempo, la ciudad formó parte del Imperio medo antes de caer en manos del Imperio aqueménida (546-332 a. C.), donde se incorporó en la provincia de Athura (Asiria aqueménida). Más tarde, formó parte del Reino de Macedonia (332-312 a. C.) y su sucesor, el Imperio seléucida (311-150 a. C.), antes de caerse en manos del Imperio Parto (150-224 a. C.). Los partos solo tenían control sobre un número de reinos pequeños neo-asirios que aparecieron en la región entre el siglo II a. C. y el siglo IV d. C. Uno se llamó Bit Garmai (ܒܝܬܓܪܡܝ), con Arrapḫa como su capital.
El Cristianismo también apareció durante este período, y la Iglesia asiria del Oriente fue la que influenció a Arrapḫa y sus alrededores. El Imperio sasánida destruyó estos reinos durante el siglo III d. C. y la primera parte del siglo IV d. C. y se incorporó como parte de Asuristan. En el 341 d. C. Sapor II, un seguidor del zoroastrismo, ordenó la masacre de todos los cristianos asirios que vivieron en el Imperio sasánida. Durante la persecución, aproximadamente 1150 fueron martirizados en Arrapḫa. Kirkuk se quedó como una parte del Imperio sasánida hasta la expansión musulmana en el siglo VII d. C.

### Actualidad
La ciudad fue conquistada íntegramente por los pershmerga (fuerzas kurdas) en junio de 2014, algo que llevaban reclamando desde tiempo atrás, tras la salida del ejército iraquí por el avance de Dáesh en ciudades al sur como Tikrit. Se colocaron banderas del Kurdistán iraquí en edificios públicos y gubernamentales, hecho que provocó el rechazo de Turquía.
Tras la celebración del referéndum por parte del Kurdistán iraquí en septiembre de 2017 (en el que ganó la independencia con un 92 %), las tropas del ejército iraquí se concentraron en las zonas limítrofes a la ciudad. Los pershmerga también se concentraron en la ciudad, la cual abandonaron el 16 de octubre de 2017, dejándola en manos de las tropas y autoridades iraquíes.

## Población
Kirkuk tiene una población de 601.435 habitantes, muchos turcomanos, ahora más kurdos. Asirios, kurdos, turcomanos iraquíes y árabes han reclamado distintas áreas en este territorio, todos con su historia y pasado para consolidar sus reclamaciones. Con la caída de Saddam Hussein, la invasión de Irak y la llegada de Dáesh, se han experimentado una serie de transformaciones en la población y muchos expertos indican que los kurdos son ahora la mayoría más destacada.

## Geografía
Situada cerca de la orilla derecha del río Pequeño Zab.
- Altitud: 354 metros.
- Latitud: 35º 28' 05" N
- Longitud: 044º 23' 31" E

## Economía

Oleoducto a Ceyhan.

Centro de extracción y refinerías de petróleo. Oleoductos hacia Ceyhan (Turquía) y Baniyas (Siria) en el Mediterráneo.
Tiene un aeropuerto.